# NFC

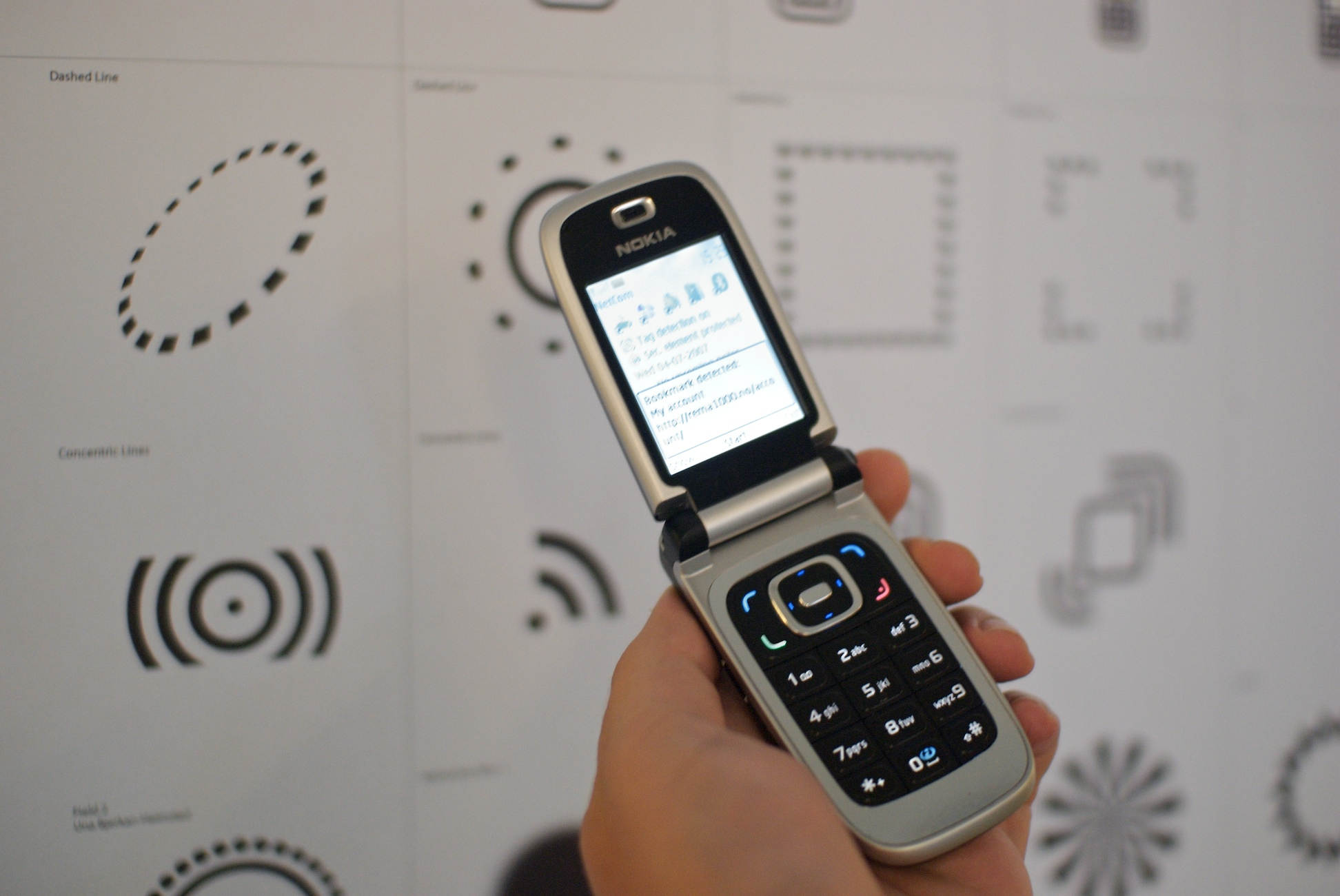
NFC мобильный телефон, взаимодействующий с «электронной доской»

NFC (англ. near field communication — связь на ближнем расстоянии) — технология беспроводной передачи данных малого радиуса действия, которая даёт возможность обмена данными между устройствами, находящимися на расстоянии около 10 сантиметров; анонсирована в 2004 году.
Эта технология — простое расширение стандарта бесконтактных карт (ISO 14443), которое объединяет интерфейс смарт-карты и считывателя в единое устройство. Устройство NFC может поддерживать связь и с существующими смарт-картами, и со считывателями стандарта ISO 14443, и с другими устройствами NFC и, таким образом, — совместимо с существующей инфраструктурой бесконтактных карт, уже использующейся в общественном транспорте и платёжных системах. NFC нацелена прежде всего на использование в цифровых мобильных устройствах.

## Основные спецификации
Так же, как и в стандарте ISO 14443, в NFC связь поддерживается посредством индукции магнитного поля, где две рамочные антенны располагаются в пределах ближнего поля друг друга, фактически формируя трансформатор с воздушным сердечником. Этот стандарт работает в пределах общественно доступных и нелицензируемых радиочастот ISM band — промышленные, научные и медицинские радиочастоты около 13,56 МГц, с шириной полосы пропускания почти 2 МГц;
Рабочее расстояние с компактными стандартными антеннами: около 10 см;
Существуют два режима: пассивный и активный. В пассивном режиме связи устройство-инициатор обеспечивает несущее поле, а целевое устройство отвечает посредством модулирования имеющегося поля. В этом режиме целевое устройство может вытягивать свою рабочую мощность из предоставленной Инициатором электромагнитной области, таким образом делая целевое устройство ретранслятором. В активном режиме связи и инициатор, и целевое устройство взаимодействуют путём поочерёдного создания своих собственных полей. Устройство дезактивирует своё радиочастотное поле в то время, как оно ожидает данных. В активном режиме у обоих устройств должно быть электропитание.
| Скорость | Активное устройство                     | Пассивное устройство    |
| -------- | --------------------------------------- | ----------------------- |
| 424 кбод | манчестерское, 10 % АМн                 | манчестерское, 10 % АМн |
| 212 кбод | манчестерское, 10 % АМн                 | манчестерское, 10 % АМн |
| 106 кбод | модифицированный код Миллера, 100 % АМн | манчестерское, 10 % АМн |

Для передачи данных NFC использует два различных вида кодирования. Если активное устройство передаёт данные со скоростью 106 кбод, тогда используется модифицированный код Миллера со 100%-й модуляцией. Во всех других случаях используется манчестерское кодирование с коэффициентом модуляции 10 %.
Устройства NFC в состоянии одновременно и получать, и передавать данные. Таким образом, они могут контролировать радиочастотное поле и обнаруживать противоречия, если полученный сигнал не соответствует переданному.

### Конструкция
NFC — это беспроводная короткодистанционная технология, которая работает на расстоянии не более 10 сантиметров. NFC работает на частоте 13,56 МГц. NFC всегда включает инициатор и цель; инициатор активно генерирует радиочастотное поле, которое может влиять на пассивную цель. Также возможна NFC-связь между двумя устройствами при условии, что оба устройства включены.
Благодаря компактным размерам и низкому потреблению энергии NFC можно использовать в небольших устройствах. В смартфонах антенна часто крепится на задней стороне гаджета, под крышкой. Чтобы у пользователей не возникало вопроса, как именно прикладывать гаджет для передачи данных (особенно такая проблема характерна для планшетов из-за их большого размера и маленького радиуса действия технологии), местонахождение чипа часто помечается специальной наклейкой на корпусе.

### Сравнение с аналогами
|                               | NFC         | Bluetooth        |
| Тип сети                      | точка-точка | точка-многоточка |
| Радиус действия               | < 0,2 м     | 10 м             |
| Скорость                      | 424 кбод    | 24 Мбод          |
| Время установления соединения | < 0,1 с     | 6 с              |
| Совместимость с RFID          | Да          | Нет              |

NFC и Bluetooth — технологии связи малого радиуса действия, которые были недавно интегрированы в мобильные телефоны. Существенное преимущество NFC над Bluetooth — более короткое время установки соединения. Вместо выполнения инструкций по согласованию для идентифицирования Bluetooth-устройства связь между двумя устройствами NFC устанавливается сразу (менее чем за одну десятую секунды). 

## Области применения

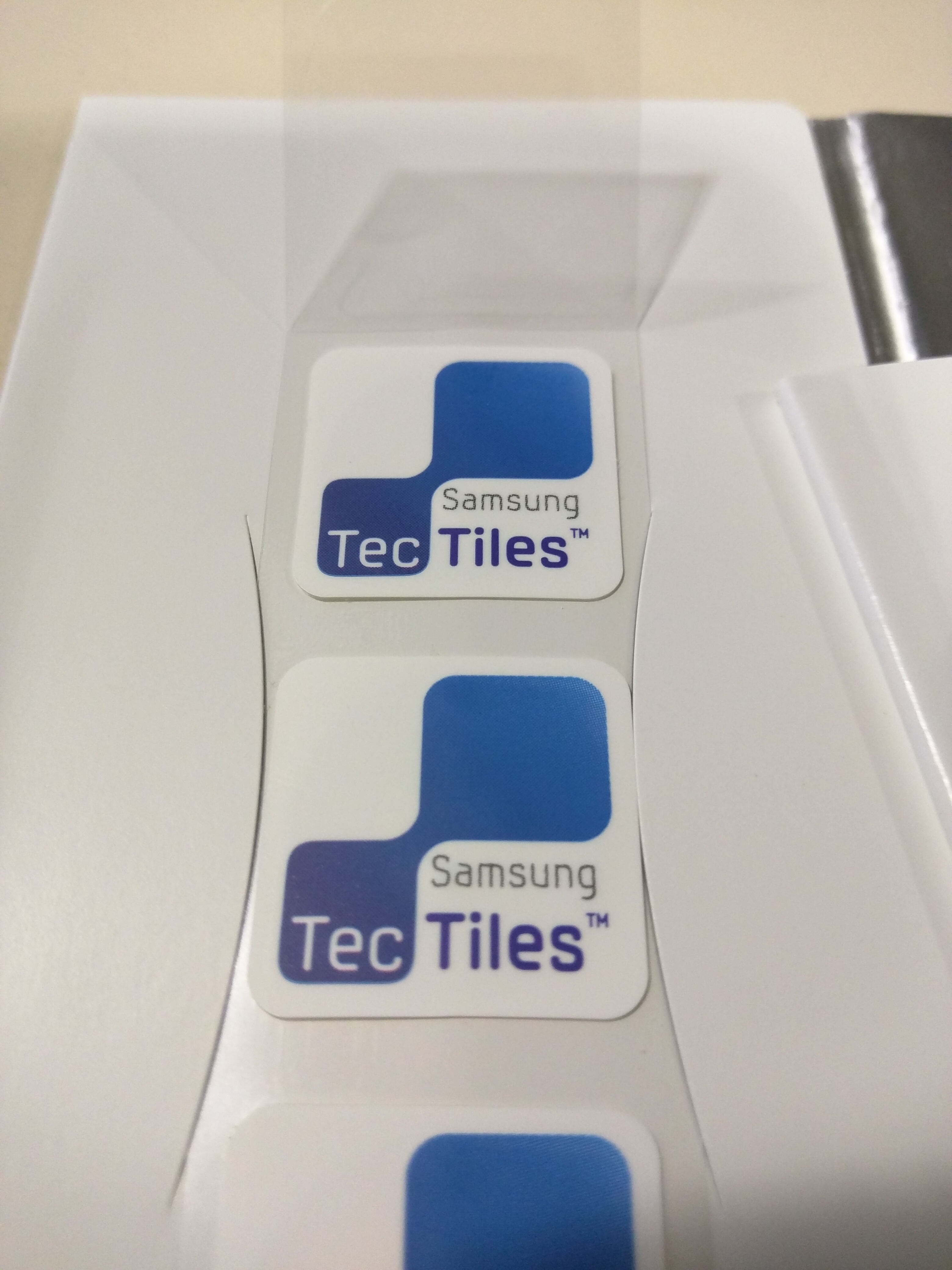
Наклейки TecTiles со встроенной NFC-меткой

Технология NFC в 2019—2020 году главным образом нацеливается на использование в мобильных телефонах и планшетах. Существует три основных области применения NFC:
- эмуляция карт: устройство NFC ведёт себя как существующая бесконтактная карта;
- режим считывания: устройство NFC является активным и считывает пассивную RFID-метку, например для интерактивной рекламы;
- режим P2P: два устройства NFC вместе связываются и обмениваются информацией.

Возможно множество применений, таких как:
- Мобильная покупка в общественном транспорте — расширение существующей бесконтактной инфраструктуры[5].
- Мобильные платежи — устройство действует как платёжная карта[6].

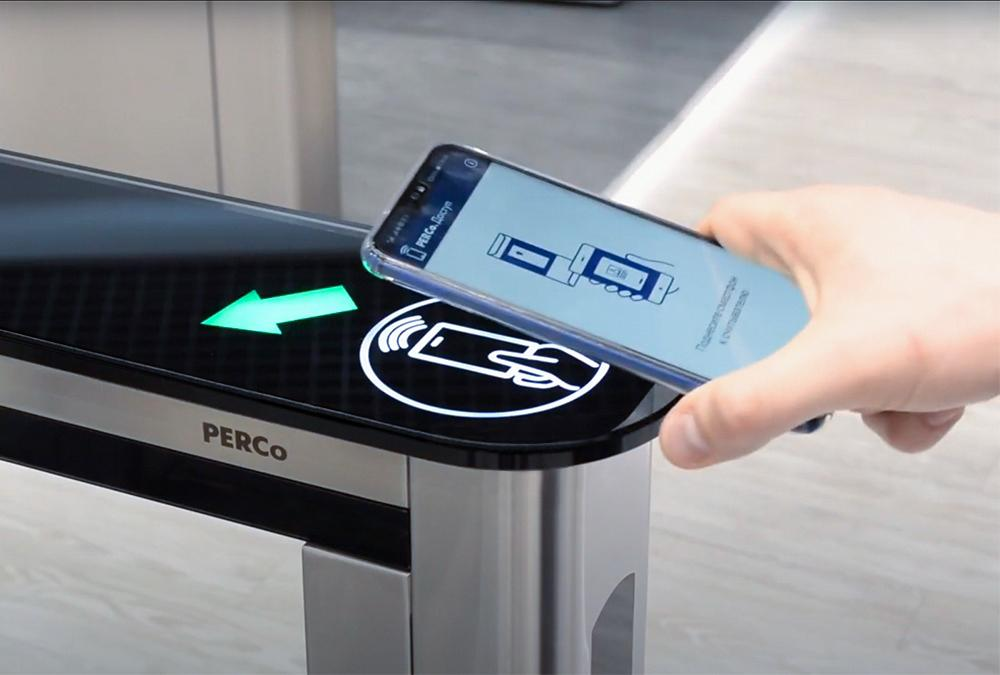
Идентификация по смартфону с помощью приложения «PERCo. Доступ»

- Идентификация по смартфону с помощью приложения «PERCo. Доступ»Мобильный доступ — в системах контроля доступа смартфоны, ключи-карты и бейджи с технологией NFC могут применяться в качестве идентификатора[7].
- NFC-метка — это ультратонкий чип, в который может быть заложена любая информация. Информация с метки считывается любым устройством с NFC-модулем.
- Микрочип имплантат. Благодаря своему крохотному размеру он может располагаться на любой поверхности, может быть даже имплантирован под кожу человека.
- Спаривание Bluetooth — для соединения устройств Bluetooth 2.1 и выше, поддерживающих NFC, достаточно сблизить их и принять соединение. Процессы поиска устройства и авторизации заменены простым «соприкосновением» мобильных телефонов.

Также технология применяется в устройствах персональной коммуникации (например, Poken), для конфигурирования и инициализации других беспроводных соединений, таких как Bluetooth, Wi-Fi или Ultra-wideband. Среди прочих возможных применений — электронная покупка билетов (авиабилетов, билетов на концерт), электронные деньги, карты путешественника, удостоверения личности, мобильная торговля, электронные ключи (от автотранспорта, домов, помещений, гостиничных номеров).
Программа лицензирования патента для NFC в настоящее время (2018 год) разрабатывается в Via Licensing Corporation — независимый филиал Dolby Laboratories.

## Стандартизация и промышленные проекты

### Стандарты
NFC была одобрена как ISO/IEC стандарт 8 декабря 2003 года и позже как стандарт Ecma International.
NFC — технология с открытой платформой, стандартизированная в ECMA-340 и ISO/IEC 18092. Эти стандарты определяют схемы модуляции, кодирование, скорости передачи и радиочастотную структуру интерфейса устройств NFC, а также схемы инициализации и условия, требуемые для контроля над конфликтными ситуациями во время инициализации — и для пассивных, и для активных режимов NFC. Кроме того, они также определяют протокол передачи, включая протокол активации и способ обмена данными. Радиоинтерфейс для NFC стандартизирован в:
- ISO/IEC 18092 / ECMA-340 : Near Field Communication Interface and Protocol-1 (NFCIP-1)[8]
- ГОСТ Р ИСО/МЭК 18092-2015 Информационные технологии. Телекоммуникации и обмен информацией между системами. Коммуникация в ближнем поле. Интерфейс и протокол (NFCIP-1)
- ISO/IEC 21481 / ECMA-352 : Near Field Communication Interface and Protocol-2 (NFCIP-2)[9]

NFC объединяет множество ранее существовавших стандартов, включая ISO 14443, ISO 15693. Таким образом, телефоны, снабжённые NFC, способны к взаимодействию с существующей ранее инфраструктурой считывателей. Особенно в «режиме эмуляции карты» устройство NFC должно, по крайней мере, передать уникальный идентификационный номер существующему ранее считывателю.
Кроме того, NFC Forum определил общий формат данных, названный NDEF, который может использоваться, чтобы сохранить и передавать различные виды элементов данных, в пределах от любого MIME-typed объекта к ультракоротким RTD-документам, таким как URL.
NDEF концептуально очень подобен MIME. Это — сжатый двоичный формат так называемых «записей», в которых каждая запись может держать различный класс объекта. В соответствии с соглашением тип первого отчёта определяет контекст всего сообщения.

### NFC Forum
NFC Forum является некоммерческой ассоциацией, основанной 18 марта 2004 года компаниями NXP Semiconductors, Sony и Nokia, чтобы продвинуть использование NFC в бытовой электронике, мобильных устройствах и персональных компьютерах. NFC Forum призван содействовать реализации и стандартизации технологии NFC, чтобы гарантировать способность к взаимодействию между устройствами и услугами. В сентябре 2007 насчитывалось более чем 130 членов NFC Forum.
В октябре 2010 году к международной организации NFC Forum присоединилась компания i-Free, став, таким образом, первой российской компанией, вступившей в NFCForum. Среди проектов на базе NFC, реализованных i-Free — построение опытной зоны NFC-решений. Тестовые испытания этого проекта успешно прошли в Санкт-Петербурге.
В марте 2011 к NFC Forum в качестве ведущего участника (Principal Member) присоединился Google. Это вторая по старшинству роль в NFC Forum. Она позволяет проводить тестирование оборудования на соответствие стандартов NFC Forum в собственных лабораториях, не раскрывая коммерческую тайну производимого оборудования.

### GSMA
GSM Association (GSMA) является глобальной торговой ассоциацией, представляющей 700 операторов мобильной связи в 218 странах мира.
Они подали две инициативы:
- Mobile NFC initiative: четырнадцать операторов мобильных сетей, которые вместе представляют 40 % глобального рынка мобильной связи, поддерживающих NFC, и сотрудничают, чтобы развивать приложения для NFC. Вот они: Bouygues Télécom, China Mobile, AT&T, KPN, Mobilkom Austria, Orange, SFR, SK Telecom, Telefonica Móviles España, Telenor, TeliaSonera, Telecom Italia Mobile (TIM), Vodafone and 3 (telecommunications)[12].

13 февраля 2007 они издали техническое описание NFC, чтобы дать точку зрения операторов мобильной связи на экосистему NFC.
- Pay buy mobile initiative стремится определить общий глобальный подход к использованию технологии Near Field Communications (NFC), чтобы связать мобильные устройства с платёжными и бесконтактными системами[14][15]. До настоящего времени[когда?] 30 операторов мобильной связи присоединились к этой инициативе.

### StoLPaN
StoLPaN (‘Store Logistics and Payment with NFC’) является европейским консорциумом, поддерживаемым программой European Commission’s и Information Society Technologies. StoLPaN будет исследовать пока ещё не использованный потенциал с целью согласования новых видов локальных беспроводных интерфейсов, NFC и мобильной связи.

### Другие стандарты
Другие стандарты, которые вовлечены в NFC, включают:
- ETSI / SCP (Платформа Смарт-карт), чтобы установить связь между SIM-картой и набором микросхем NFC.
  - Single Wire Protocol — стандарт ETSI на протокол обмена SIM-карты и микросхемы физического уровня NFC.
- GlobalPlatform[англ.], чтобы определить многоприкладную архитектуру защищённой микросхемы.
- EMVCo для воздействий на платёжные приложения EMV.

## Аспекты безопасности

### Атака с использованием эксплойта
На конференции EuSecWest по вопросам безопасности, прошедшей 19—20 сентября 2012 года, компанией MWR Labs был представлен эксплойт 0day, показавший уязвимость технологии NFC в мобильных устройствах. Специалистам по безопасности удалось передать через NFC-соединение вредоносный файл и получить полный контроль над принимающим устройством. Таким образом конфиденциальные данные и денежные средства «жертвы» оказались под угрозой. Для предотвращения захвата контроля необходимо внесение доработок разработчиками устройств с целью ограничения активности данных, принятых посредством NFC.
Хотя радиус связи NFC ограничен несколькими сантиметрами, NFC сама по себе не гарантирует безопасности соединений. В 2006 году австрийские специалисты описали различные возможные типы атак[уточнить].

### Подслушивание
Радиочастотный сигнал беспроводной передачи данных может быть перехвачен антеннами. Расстояние, с которого атакующий в состоянии подслушать радиочастотный сигнал, зависит от многочисленных параметров, но в любом случае — это всего несколько метров. Кроме того, на подслушивание чрезвычайно влияет режим связи. Устройство без собственного источника питания, которое производит очень слабый радиосигнал, намного тяжелее подслушать, чем устройство с источником питания.
Стандарт NFC сам по себе не предлагает защиты против подслушивания. По изначальному замыслу, стек протоколов должен использовать криптоалгоритмы поверх NFC для защиты данных.

### Модификация данных
Разрушение данных относительно легко осуществить средствами радиоэлектронной борьбы (РЭБ), то есть глушилками RFID. Нет способа предотвратить такое нападение, однако единственным его результатом будет невозможность установить связь.
Несанкционированная модификация данных внутри сообщения атакующим устройством нереализуема на практике в связи с невозможностью предсказать амплитуду и сдвиг фазы наведённого сигнала на приёмном устройстве. RFID-приёмник чувствителен к внезапной смене амплитуды и фазы несущего сигнала.

### Атака с использованием ретрансляции (Relay attack)
Поскольку NFC-устройства обычно также обеспечивают функциональность ISO 14443, описанная Relay attack также выполнима и для NFC. Для этого нападения злоумышленник должен отправить жертве запрос считывателя и её ответ в режиме реального времени передать дальше на считывающее устройство. Это делается для того, чтобы выполнить задачу, симулирующую владение смарт-картой жертвы.